# Patrick Aloysius O'Boyle

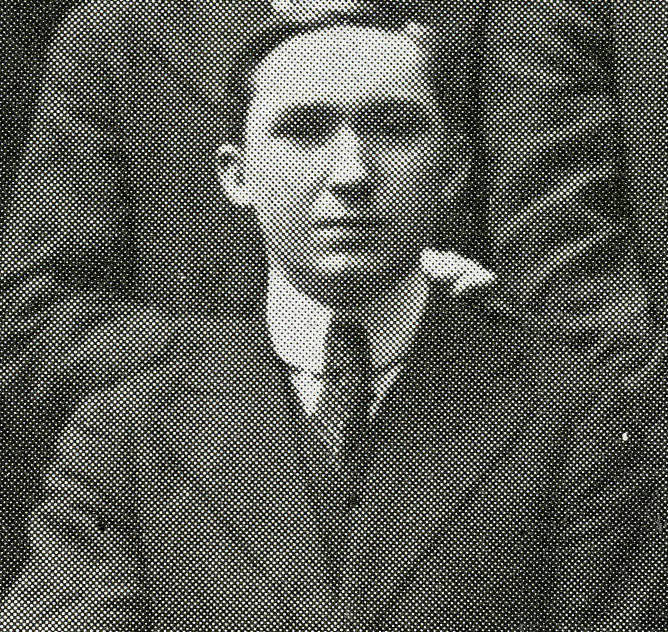
Patrick O'Boyle (1916)

Patrick Aloysius O'Boyle (nascido em 18 de julho de 1896 em Scranton , EUA , em 10 de agosto de 1987 em Washington ) foi arcebispo de Washington 

## Vida
Patrick O'Boyle estudou na St. Thomas Faculdade eo Seminário Colégio Seminário e do St. Joseph em Dunwoodie ( Yonkers ).  Em 21 de maio 1921, ele recebeu o sacramento de Ordens Sagradas . Até 1926, ele trabalhou como pastor comunitário na arquidiocese de Nova York . De 1932 a 1936 ele foi professor em uma escola para o trabalho social , 1936-1943, ele dirigiu a missão da Virgem Imaculada em Staten Island como diretor . Em 1941 ele foi nomeado o secreto camareiro de Sua Santidade , 1944Prelados da Casa Papal . De 1943 a 1947 ele foi responsável pela liderança da Caritas na Arquidiocese de Nova York.
Em 29 de novembro de 1947 nomeou-o o Papa Pio XII. ao primeiro arcebispo do arcebispado de Washington, que havia sido formado duas semanas antes . Ele recebeu a ordenação episcopal em 14 de janeiro de 1948 pelo arcebispo de Nova York, Francis Cardinal Spellman . Patrick Aloysius O'Boyle participou do Concílio Vaticano II de 1962 a 1965 . Em 28 de agosto de 1963, pronunciou a oração de abertura da marcha a Washington por Trabalho e Liberdade , na qual Martin Luther King proferiu seu discurso, Eu Tenho um Sonho .
Papa Paulo VI. levou-o em 1967 como um padre cardeal com o vice-hac pro a Igreja título reuniram Título Diakonie San Nicola in Carcere no Colégio dos Cardeais por diante. Da liderança do Arcebispado de Washington, renunciou em 1973 por razões de idade. Ele morreu em 10 de agosto de 1987 em Washington e foi enterrado na catedral local .

## Ligação externa
- Cheney, David M. «bishop» (em inglês). Catholic-Hierarchy.org